# Аудитория
Аудито́рия (лат. auditorium — «место для слушания») — помещение, предназначенное для устных выступлений перед публикой в учебном заведении или ином общественном здании.
Аудитория — это большая, специально оборудованная комната. Большую часть аудитории занимают места для слушателей, ориентированные в одну сторону. Обычно имеется возвышение — сцена. На ней или перед ней обычно установлена трибуна. 
На сцене помещается оборудование для рисования или презентаций, это может быть электронная доска или доска для записи мелом, флипчарт, проекционный экран, большой телевизор или видеостена. Имеется возможность вывешивания плакатов. 
В аудитории имеется многоламповое освещение, либо большое количество высоких и широких окон.
В соответствие с принятыми в Российской Федерации нормами строительного проектирования  аудитории с вместимостью до 100 мест могут иметь горизонтальный пол. При большей вместимости места должны подниматься уступами (амфитеатр). При этом расчёт видимости делается по нижней кромке электронной или меловой доски, экрана или видеостены, расположенных на сцене. В аудиториях без амфитеатра уровень сцены повышается на 25 см относительно уровня пола первого ряда мест. Ширина прохода между сценой и первым рядом должна быть не менее 110 см. Диагональ проекционного экрана или видеостены должна быть не менее 1/6 расстояния от экрана до последнего ряда аудитории.
В настоящее время аудитории имеются в каждом высшем учебном заведении и в любом общественно-политическом центре. В российских школах малые аудитории называются учебными классами, а большая аудитория называется актовым залом, в театрах и кинотеатрах аналогичное помещение называется зрительным залом, в бизнес-центрах — конференц-залом.